# Titularbistum Alton
Alton (lat. Altonensis) ist ein Titularbistum der römisch-katholischen Kirche.
Das Bistum, in den USA gelegen, wurde am 9. Januar 1857 für das aufgehobene Bistum Quincy errichtet. Bereits am 9. Oktober 1923 aufgehoben, wurde es durch das Bistum Springfield in Illinois ersetzt.
| Titularbischöfe von Alton |                        |                                        |                  |               |
| Nr.                       | Name                   | Amt                                    | von              | bis           |
| 1                         | John Clayton Nienstedt | Weihbischof in Detroit (Michigan, USA) | 12. Juni 1996    | 12. Juni 2001 |
| 2                         | Josu Iriondo           | Weihbischof in New York (USA)          | 30. Oktober 2001 |               |